# Michel Therrien
Cet article possède un paronyme, voir Michel A. Thérien.
Pour les articles homonymes, voir Therrien.
Michel Therrien (né le 4 novembre 1963 à Montréal, dans la province de Québec, au Canada) est un joueur et entraîneur canadien de hockey sur glace. Il a été entraîneur-chef chez les Penguins de Pittsburgh, les Canadiens de Montréal ainsi qu'entraîneur-adjoint avec les Flyers de Philadelphie.

## Carrière

### Carrière de joueur
Michel Therrien est un défenseur qui a évolué dans la Ligue de hockey junior majeur du Québec pendant quatre années de 1980 à 1983. Au cours de ce séjour, il a porté les couleurs des Remparts de Québec, des Saguenéens de Chicoutimi et des Chevaliers de Longueuil.
En 1983-1984, il fait ses débuts dans la Ligue américaine de hockey pour les Voyageurs de la Nouvelle-Écosse dans leur dernière saison d'existence. L'équipe prend alors la direction de Sherbrooke et le nom de Canadiens, en rapport à la franchise propriétaire de l'équipe : les Canadiens de Montréal de la Ligue nationale de hockey. Il remporte la coupe Calder avec son équipe dès cette première saison dans cette nouvelle ville. La saison suivante, il s'expatrie en France aux Chamois de Chamonix puis, après une dernière saison en 1986-1987 avec les Skipjacks de Baltimore, une grave blessure au genou met fin à sa carrière de joueur à l'âge de 24 ans. Il occupera par la suite divers métiers, dont celui de garde du corps de Roch Voisine, avec qui il avait évolué au sein des Remparts de Québec.

### Carrière d'entraîneur

#### Les débuts en ligue mineure
Il commence sa carrière d'entraîneur avec le Titan de Laval en 1990 dans la Ligue de hockey junior majeur du Québec pour un court passage de trois matchs derrière le banc. Il prend réellement la direction de l'équipe en 1993-1994 et occupe le poste pendant deux ans remportant le trophée Ron-Lapointe du meilleur entraîneur de la saison en 1994-1995. Il prend ensuite les commandes des Prédateurs de Granby et mène son équipe à la première place de son association puis à la victoire de la Coupe Memorial. Therrien entraîne encore une saison l'équipe mais celle-ci perd en demi-finale des séries de la ligue contre les Foreurs de Val-d'Or. Il remporte tout de même à titre personnel, le trophée Paul-Dumont de la personnalité de l'année dans la LHJMQ.
L'équipe mettant fin à ses activités, Therrien se retrouve sans emploi avant d'être embauché par les Canadiens de Fredericton qu'il retrouve. La franchise étant déménagée à Québec, il suit l'équipe et dirige alors les Citadelles de Québec pendant 99 parties les menant au titre de champion de division en 1999-2000. L'équipe est alors battue au premier tour des séries par les Bruins de Providence.

#### Avec les Canadiens de Montréal
Le 20 novembre 2000, après un mauvais début de saison, les Canadiens de Montréal font de lui leur nouvel entraîneur-chef en remplacement d'Alain Vigneault. Therrien, connaît une première saison difficile dans la LNH qui se termine avec une faible récolte de 70 points. La saison suivante commence mal avec la perte du capitaine de l'équipe, Saku Koivu qui doit soigner un cancer, mais l'équipe parvient tout de même à se qualifier pour les séries en battant les Sénateurs d'Ottawa 4 à 3 lors du retour de son capitaine guéri. Les Canadiens parviennent ensuite à battre les Bruins de Boston pour accéder à la demi-finale de l'association de l'Est.
Lors de la demi-finale, ils mènent la série 2 victoires à 1, et la partie 3 à 0 contre les Hurricanes de la Caroline. Stéphane Quintal écope alors d'une punition. Therrien argumente avec l'officiel Kerry Fraser et écope à son tour d'une punition pour conduite anti-sportive. Les Canadiens laissent alors filer leur avance et perdent 4 à 3 avant de subir deux autres revers 5 à 1 et 8 à 2 et d'être éliminés.
Le 17 janvier 2003, il est renvoyé par la direction des Canadiens à la suite d'un début de saison avec seulement deux victoires en douze matchs et est remplacé par Claude Julien. Il est alors le sixième entraîneur de la saison 2002-2003 à perdre son poste.

#### De retour dans l'organisation des Penguins
Il ne reste pas longtemps sans travail et rejoint le club-école des Penguins de Pittsburgh, les Penguins de Wilkes-Barre/Scranton, dans la Ligue américaine de hockey pour la saison suivante. Dès cette première saison derrière le banc des Wilkes-Barre/Scranton, Therrien mène son équipe à la finale de la Coupe Calder, finale perdue en quatre matchs contre les Admirals de Milwaukee. Il reste encore une saison supplémentaire derrière le banc des Penguins de la LAH. Après 25 matchs au cours de la saison 2005-2006, il connaît le meilleur début de saison de l'histoire de la LAH avec 21 victoires, 1 défaite et 2 matchs nuls. Dans le même temps, les Penguins de Pittsburgh sont en mauvaise position dans la LNH avec seulement 8 victoires en 31 matchs. L'entraîneur de la LNH, Ed Olczyk, est alors remplacé par Therrien le 15 décembre.
Lors de cette première saison de Therrien derrière le banc des Penguins, l'équipe finit à la dernière place de la division Atlantique. L'équipe des Penguins 2006-2007 est bien meilleure et se qualifie pour la première fois pour les séries éliminatoires depuis 2001 mais l'équipe perd au premier tour contre les Sénateurs d'Ottawa. Therrien est à titre personnel mis en avant en faisant partie de la liste des trois entraîneurs pressentis pour remporter le trophée Jack-Adams du meilleur entraîneur de la saison. Les deux autres entraîneurs qui peuvent alors recevoir le trophée Adams sont Lindy Ruff et Alain Vigneault, ancien entraîneur des Canadiens de Montréal avant Therrien entraîneur des Canucks de Vancouver, qui remporte finalement le trophée. L'année suivante, Therrien et les Penguins atteignent la finale de la coupe Stanley mais perdent en six parties contre les Red Wings de Détroit. Le 15 février 2009, en raison de résultats décevants de l'équipe, il est congédié par les Penguins.

#### À nouveau avec les Canadiens
Le 5 juin 2012, il est nommé entraîneur-chef des Canadiens de Montréal qui viennent de terminer la saison à la dernière place de l'association de l'Est et à l'antépénultième de la LNH. Le nouveau directeur-général de l'équipe, Marc Bergevin, mise sur son expérience pour relancer la formation.
Lors de la saison 2012-2013, sa première saison depuis son retour avec les Canadiens, il mène l'équipe au sommet de la division nord-est et deuxième de l'association de l'Est mais ils sont rapidement éliminés au premier tour des éliminatoires en 5 matchs par les Sénateurs d'Ottawa.
L'année suivante, l'équipe connaît une bonne saison et les Canadiens récoltent 100 points au classement, atteignant ce symbolique plateau pour la première fois depuis la saison 2007-2008. Opposés au Lightning de Tampa Bay lors du premier tour des séries, les Canadiens gagnent en quatre matchs et se qualifient pour un nouvel affrontement contre les Bruins en séries. Après les cinq premières rencontres, les Canadiens sont menés 3-2 mais blanchissent les Bruins 4-0 à domicile afin de jouer un septième et ultime match à Boston. Au TD Garden, les Canadiens mènent de deux buts avant que Jarome Iginla réduise la marque. À quelques minutes de la fin du match, une passe de Daniel Brière dévie sur le patin de Zdeno Chára, permettant aux Canadiens de prendre à nouveau deux buts d'avance. Les Bruins ne marquent plus et sont éliminés en sept matchs. Les Canadiens affrontent les Rangers de New York pour la finale de l'association de l'Est. Lors de cette série, Chris Kreider chute en échappée pour heurter et blesser le gardien Carey Price qui doit s'absenter pour le reste des séries. Plutôt que de demander à l'auxiliaire de Carey Price, Peter Budaj, de prendre la relève, Michel Therrien décide de faire appel à Dustin Tokarski. Les Canadiens sont cependant vaincus en six matchs.
Le 7 janvier 2017, contre les Maple Leafs de Toronto, Michel Therrien devient le 35e entraîneur-chef dans l'histoire de la LNH à enregistrer 400 victoires. Le 14 février 2017, il est congédié par les Canadiens de Montréal et est remplacé par Claude Julien.

#### Un retour dans la LNH avec les Flyers de Philadelphie
Le 6 mai 2019, Therrien a été nommé entraîneur-adjoint des Flyers de Philadelphie en compagnie de Mike Yeo pour assister l'entraîneur-chef, Alain Vigneault.

## Statistiques
| Saison    | Équipe                          | Ligue |    | Saison régulière | Saison régulière | Saison régulière | Saison régulière | Saison régulière |   | Séries éliminatoires | Séries éliminatoires | Séries éliminatoires | Séries éliminatoires | Séries éliminatoires |
| Saison    | Équipe                          | Ligue | PJ | B                | A                | Pts              | Pun              | PJ               | B | A                    | Pts                  | Pun                  |                      |                      |
| 1980-1981 | Remparts de Québec              | LHJMQ | 60 | 4                | 19               | 23               | 77               |                  |   |                      |                      |                      |                      |                      |
| 1981-1982 | Remparts de Québec              | LHJMQ | 11 | 0                | 7                | 7                | 19               |                  |   |                      |                      |                      |                      |                      |
| 1981-1982 | Saguenéens de Chicoutimi        | LHJMQ | 50 | 4                | 19               | 23               | 108              | 20               | 2 | 1                    | 3                    | 20                   |                      |                      |
| 1982-1983 | Chevaliers de Longueuil         | LHJMQ | 64 | 9                | 42               | 51               | 98               | 15               | 2 | 8                    | 10                   | 23                   |                      |                      |
| 1983-1984 | Voyageurs de la Nouvelle-Écosse | LAH   | 73 | 7                | 34               | 41               | 40               | 11               | 1 | 4                    | 5                    | 37                   |                      |                      |
| 1984-1985 | Canadiens de Sherbrooke         | LAH   | 63 | 2                | 23               | 25               | 32               | 14               | 2 | 2                    | 4                    | 6                    |                      |                      |
| 1985-1986 | Admirals de Milwaukee           | LIH   | 2  | 1                | 1                | 2                | 0                |                  |   |                      |                      |                      |                      |                      |
| 1986-1987 | Skipjacks de Baltimore          | LAH   | 70 | 7                | 16               | 23               | 48               |                  |   |                      |                      |                      |                      |                      |

| Saison    | Équipe                          | Ligue |    | PJ | V  | D  | N  | Pr     | % V |  | Séries éliminatoires |
| 1990-1991 | Titan de Laval                  | LHJMQ | 3  | 2  | 1  | 0  | 0  | 66,7 % | Ne finit pas la saison à la tête de l'équipe                                                                                         |  |                      |
| 1993-1994 | Titan de Laval                  | LHJMQ | 58 | 41 | 16 | 1  | 0  | 71,6 % | 4-1 Tigres de Victoriaville Premier round-robin 4-0 Harfangs de Beauport 2-4 Saguenéens de Chicoutimi                                |  |                      |
| 1994-1995 | Titan Collège Français de Laval | LHJMQ | 72 | 48 | 22 | 2  | 0  | 68,1 % | 4-0 Tigres de Victoriaville Premier round-robin 4-1 Cataractes de Shawinigan 1-4 Olympiques de Hull                                  |  |                      |
| 1995-1996 | Prédateurs de Granby            | LHJMQ | 70 | 56 | 12 | 2  | 0  | 81,4 % | Premier round-robin 4-1 Laser de Saint-Hyacinthe 4-1 Saguenéens de Chicoutimi 4-1 Harfangs de Beauport Champion de la Coupe Memorial |  |                      |
| 1996-1997 | Prédateurs de Granby            | LHJMQ | 70 | 44 | 20 | 6  | 0  | 67,1 % | 1-4 Foreurs de Val-d'Or |  |                      |
| 1997-1998 | Canadiens de Fredericton        | LAH   | 80 | 33 | 32 | 10 | 5  | 50,6 % | 1-3 Pirates de Portland |  |                      |
| 1998-1999 | Canadiens de Fredericton        | LAH   | 80 | 33 | 36 | 6  | 5  | 48,1 % | 3-2 Maple Leafs de Saint-Jean 4-0 Flames de Saint-Jean 2-4 Bruins de Providence                                                      |  |                      |
| 1999-2000 | Citadelles de Québec            | LAH   | 80 | 37 | 34 | 5  | 4  | 51,9 % | 0-3 Bruins de Providence |  |                      |
| 2000-2001 | Citadelles de Québec            | LAH   | 19 | 12 | 6  | 1  | 0  | 65,8 % | Ne finit pas la saison à la tête de l'équipe                                                                                         |  |                      |
| 2000-2001 | Canadiens de Montréal           | LNH   | 62 | 23 | 27 | 6  | 6  | 46,8 % | Non qualifiés |  |                      |
| 2001-2002 | Canadiens de Montréal           | LNH   | 82 | 36 | 31 | 12 | 3  | 53 %   | 4-2 Bruins de Boston 2-4 Hurricanes de la Caroline                                                                                   |  |                      |
| 2002-2003 | Canadiens de Montréal           | LNH   | 46 | 18 | 19 | 4  | 5  | 48,9 % | Ne finit pas la saison à la tête de l'équipe                                                                                         |  |                      |
| 2003-2004 | Penguins de WBS                 | LAH   | 80 | 34 | 28 | 10 | 8  | 53,8 % | 4-3 Sound Tigers de Bridgeport 4-2 Phantoms de Philadelphie 4-3 Wolf Pack de Hartford 0-4 Admirals de Milwaukee                      |  |                      |
| 2004-2005 | Penguins de WBS                 | LAH   | 80 | 39 | 27 | 7  | 7  | 57,5 % | 4-2 Senators de Binghamton 1-4 Phantoms de Philadelphie                                                                              |  |                      |
| 2005-2006 | Penguins de WBS                 | LAH   | 25 | 21 | 1  | 2  | 1  | 90 %   | Ne finit pas la saison à la tête de l'équipe                                                                                         |  |                      |
| 2005-2006 | Penguins de Pittsburgh          | LNH   | 51 | 14 | 29 | 8  | 0  | 35,3 % | Non qualifiés |  |                      |
| 2006-2007 | Penguins de Pittsburgh          | LNH   | 82 | 47 | 24 | 0  | 11 | 64 %   | 1-4 Sénateurs d'Ottawa |  |                      |
| 2007-2008 | Penguins de Pittsburgh          | LNH   | 82 | 47 | 27 | —  | 8  | 62,2 % | 4-0 Sénateurs d'Ottawa 4-1 Rangers de New York 4-1 Flyers de Philadelphie 2-4 Red Wings de Détroit                                   |  |                      |
| 2008-2009 | Penguins de Pittsburgh          | LNH   | 57 | 27 | 25 | —  | 5  | 51,8 % | Ne finit pas la saison à la tête de l'équipe                                                                                         |  |                      |
| 2012-2013 | Canadiens de Montréal           | LNH   | 48 | 29 | 14 | —  | 5  | 65,6 % | 1-4 Sénateurs d'Ottawa |  |                      |
| 2013-2014 | Canadiens de Montréal           | LNH   | 82 | 46 | 28 | —  | 8  | 61 %   | 4-0 Lightning de Tampa Bay 4-3 Bruins de Boston 2-4 Rangers de New York                                                              |  |                      |
| 2014-2015 | Canadiens de Montréal           | LNH   | 82 | 50 | 22 | —  | 10 | 63 %   | 4-2 Sénateurs d'Ottawa 2-4 Lightning de Tampa Bay                                                                                    |  |                      |
| 2015-2016 | Canadiens de Montréal           | LNH   | 82 | 38 | 38 | —  | 6  | 50 %   | Non qualifiés |  |                      |
| 2016-2017 | Canadiens de Montréal           | LNH   | 63 | 34 | 21 | —  | 8  | 60,3%  | Ne finit pas la saison à la tête de l'équipe                                                                                         |  |                      |

## Trophées et honneurs

### Ligue de hockey junior majeur du Québec
- 1994-1995 : trophée Ron-Lapointe — meilleur entraîneur
- 1995-1996 : coupe Memorial de la Ligue canadienne de hockey
- 1996-1997 : trophée Paul-Dumont — personnalité de l'année

### Ligue américaine de hockey
- 1984-1985 : Coupe Calder en tant que joueur
- 1999-2000 : champion de division en tant qu'entraîneur

### Ligue nationale de hockey
- 2007-2008 : champion de division

### Autres honneurs
- 2002 : Médaille de l'Assemblée nationale[22]